# 格羅弗鎮區 (密蘇里州約翰遜縣)
格羅弗鎮區（英語：Grover Township）是位於美國密蘇里州約翰遜縣的一個行政鎮區。

## 地方資料
格羅弗鎮區的面積為126.50平方千米，當中陸地面積為125.69平方千米，而水域面積為0.81平方千米。根據2020年美國人口普查的數據，當地共有人口659人，而人口密度為每平方千米5.21人。